# Japalura varcoae
Japalura varcoae là một loài thằn lằn trong họ Agamidae. Loài này được Boulenger mô tả khoa học đầu tiên năm 1918.